# Skjærhollen
Skjærhollen is een plaats in de Noorse gemeente Hvaler, fylke Østfold. Skjærhollen telt 662 inwoners (2007) en heeft een oppervlakte van 0,82 km².
Skjærhollen ligt op het eiland Kirkøy en is het administratieve centrum van de gemeente Hvaler.

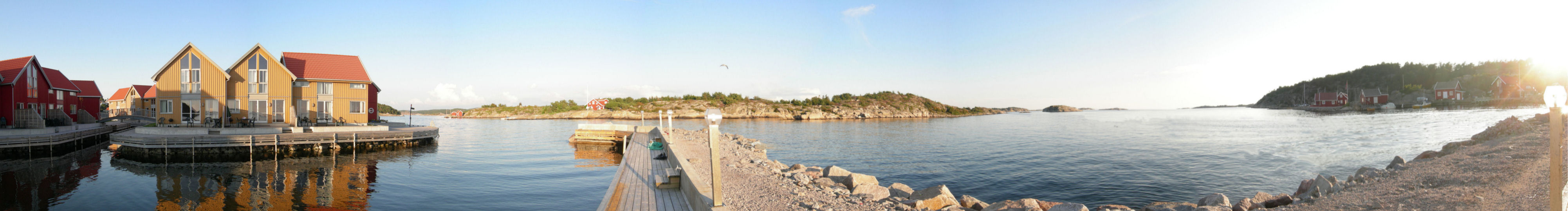
Skjaerhalden